# Jules-Joseph Godefroid
Jules-Joseph Godefroid (Namen, 23 februari 1811 - Parijs, 27 februari 1840) was een Belgisch harpist en componist.
Hij was de tweede zoon van Dieudonné-Wéry Godefroid, multi-instrumentalist en muziekleraar aan de door hemzelf opgerichte muziekschool en van Marie-Catherine Gobiet, de dochter van een Naamse musicus. Dieudonné-Wéry werd in 1825 de eerste Naamse theaterdirecteur maar op het einde van het seizoen ging het theater failliet. Het gezin week uit naar Boulogne-sur-Mer, waar vader Godefroid opnieuw een muziekschool begon. Jules-Joseph kreeg eerst les van zijn vader en studeerde vanaf 1826 verder bij François Joseph Naderman aan het Conservatoire national supérieur de musique et de danse de Paris dat hij in 1829 verliet. Al op jonge leeftijd schreef hij muziek en blonk uit op de piano, harp en cello.
Na het Parijse conservatorium keerde hij terug naar Boulogne-sur-Mer waar hij samen met de familie musiceerde, composities schreef en les gaf aan de muziekschool van zijn vader. Samen met zijn jongere broer Félix Godefroid, die hij deels zelf had opgeleid, concerteerden ze in Parijs. In 1837 trok Jules-Joseph naar België en oogstte er met zijn harp successen in Brussel, Namen en Luik. Hij huwde er in 1838 in Hoei met Laurette Dautrebande, de dochter van burgemeester François Dautrebande. Daarna vestigde hij zich definitief in Parijs.
Zijn belangrijkste werken zijn de opera’s/operettes getiteld Le Diadesté (première 7 september 1836) en La chasse royale (première 29 oktober 1839). Doordat hij op jonge leeftijd overleed is hij voor wat betreft bekendheid geheel overvleugeld door zijn jongere broer Félix.
- Bibliothèque nationale de France: cb148006102 (data)
- Gemeinsame Normdatei: 116695749
- International Standard Name Identifier: 0000 0000 0966 8411
- Nederlandse Thesaurus van Auteursnamen: 202013669
- Système universitaire de documentation: 138752346
- Virtual International Authority File: 32261588